# Dráčov
Dráčov je malá vesnice, část města Lomnice nad Popelkou v okrese Semily. Nachází se asi 3,5 kilometru západně od Lomnice nad Popelkou.
Dráčov leží v katastrálním území Rváčov o výměře 4,8 km².

## Historie
První písemná zmínka o vesnici pochází z roku 1628.

## Fotogalerie

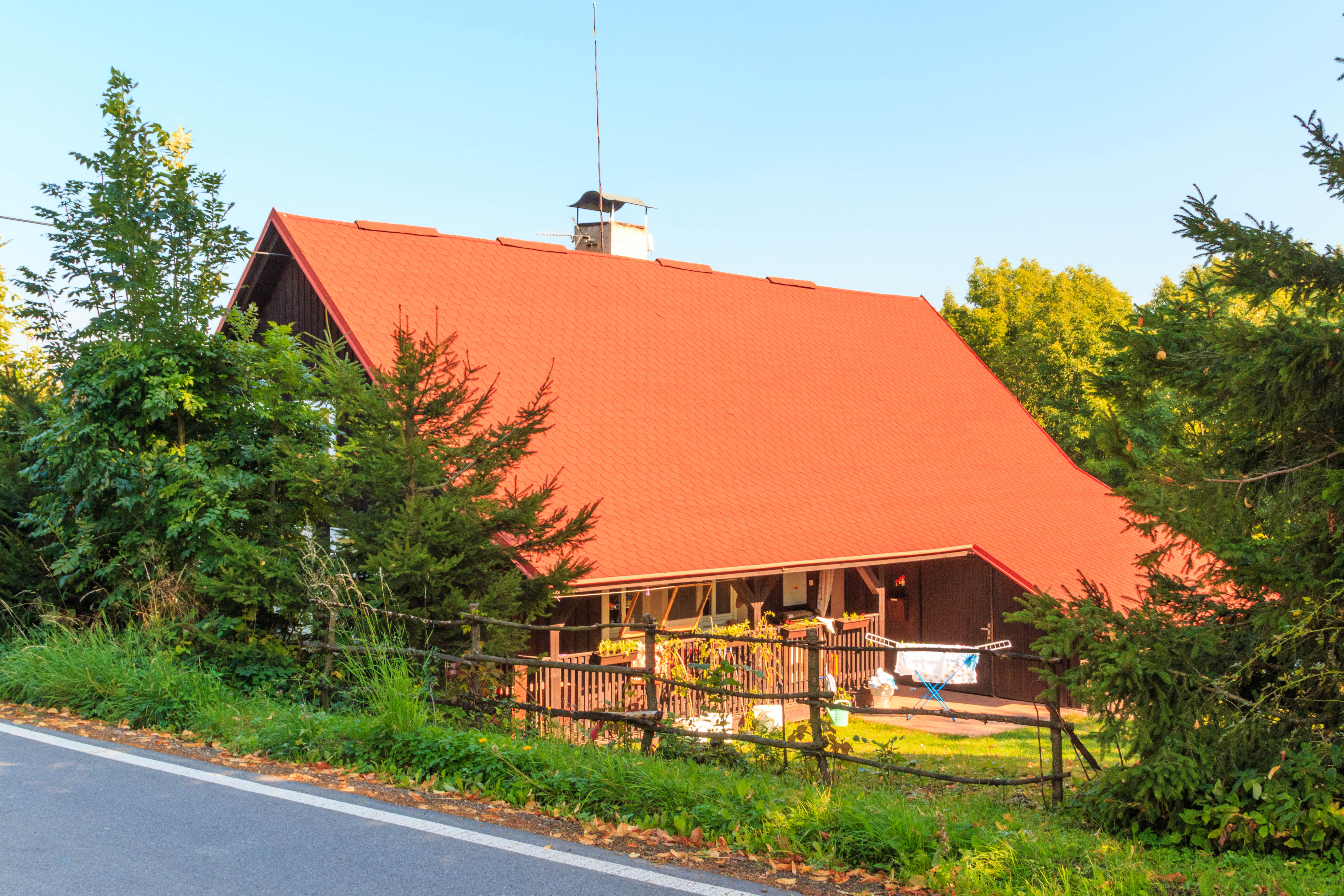
Dům čp. 4
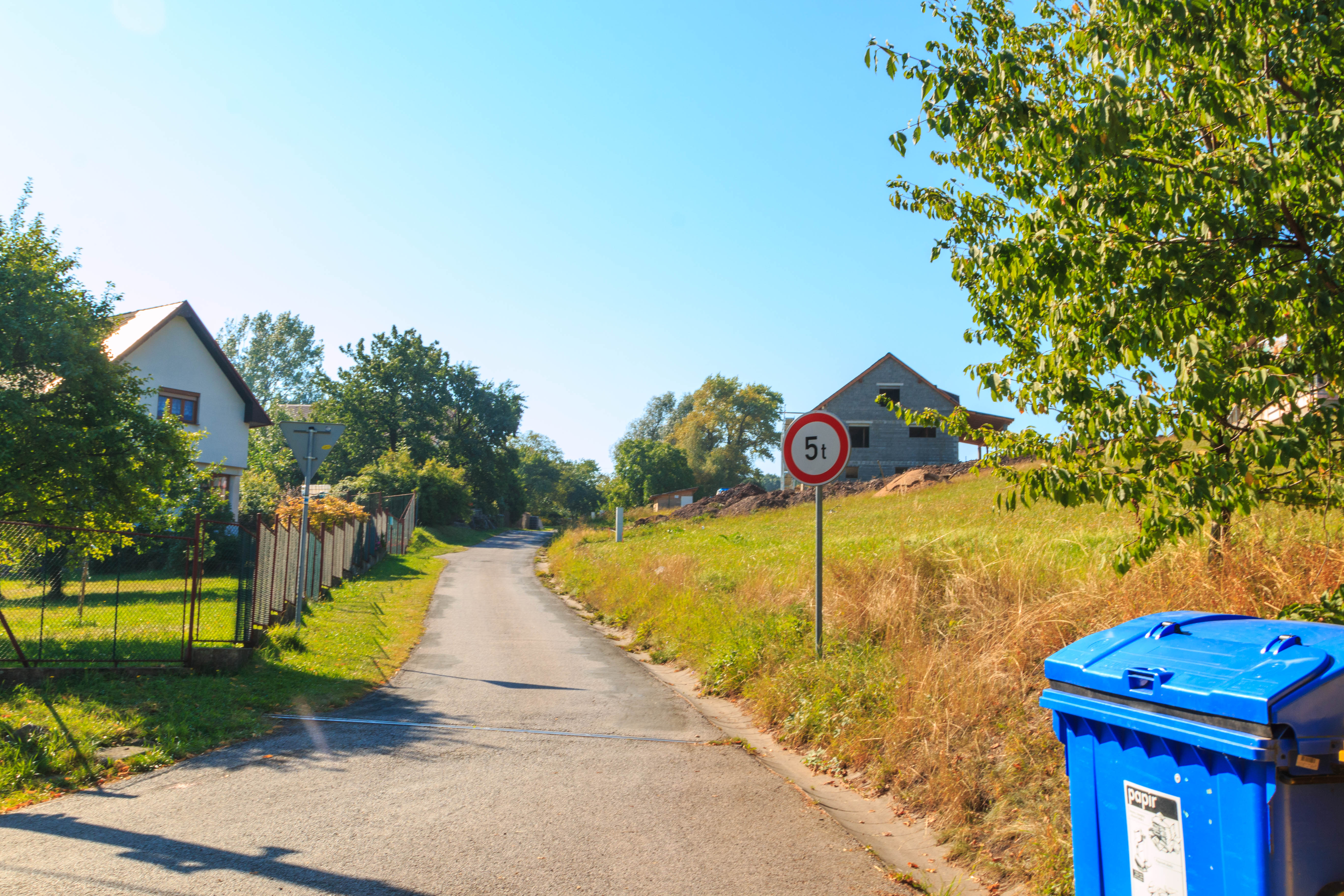
Dům čp. 7
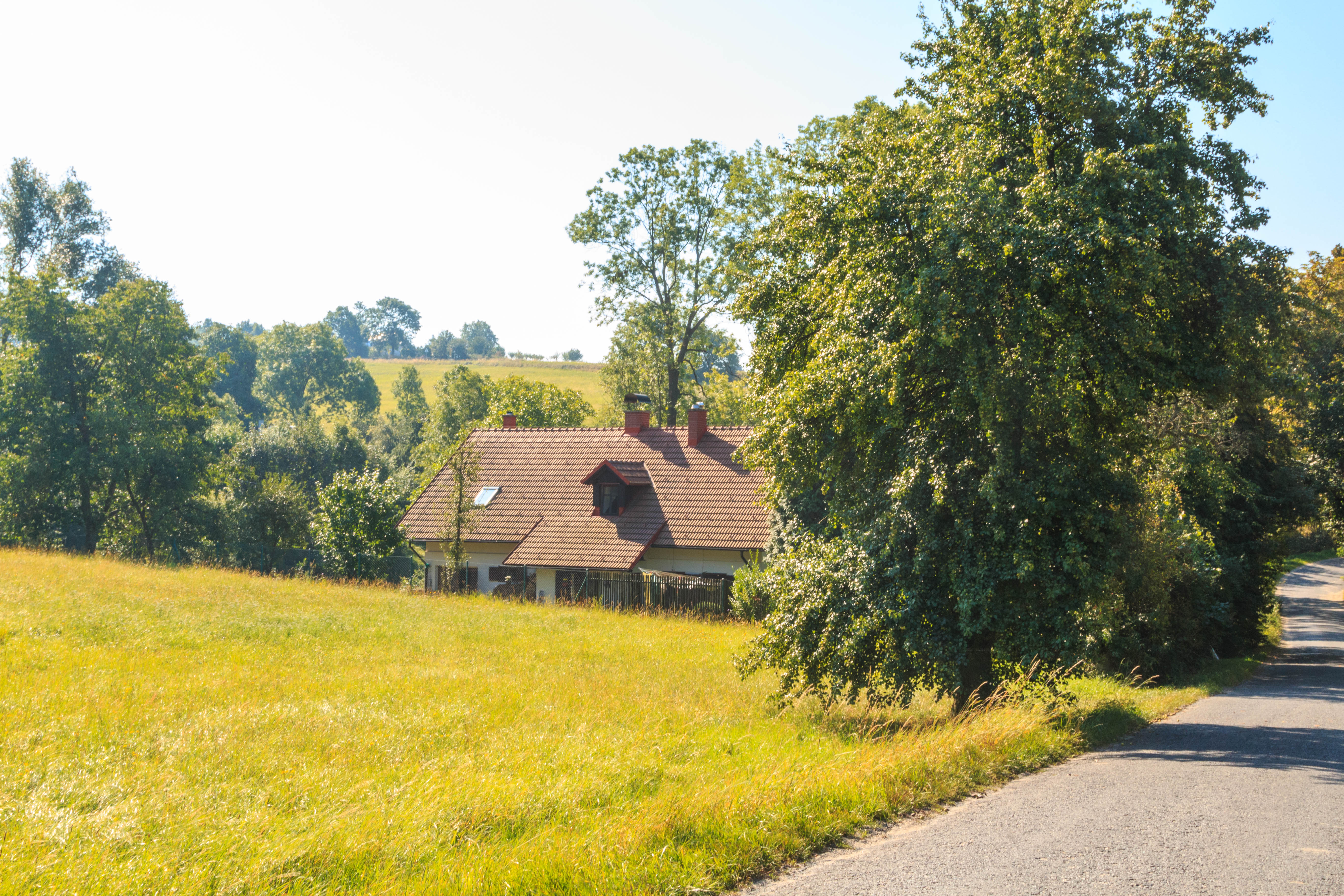
Dům čp. 2
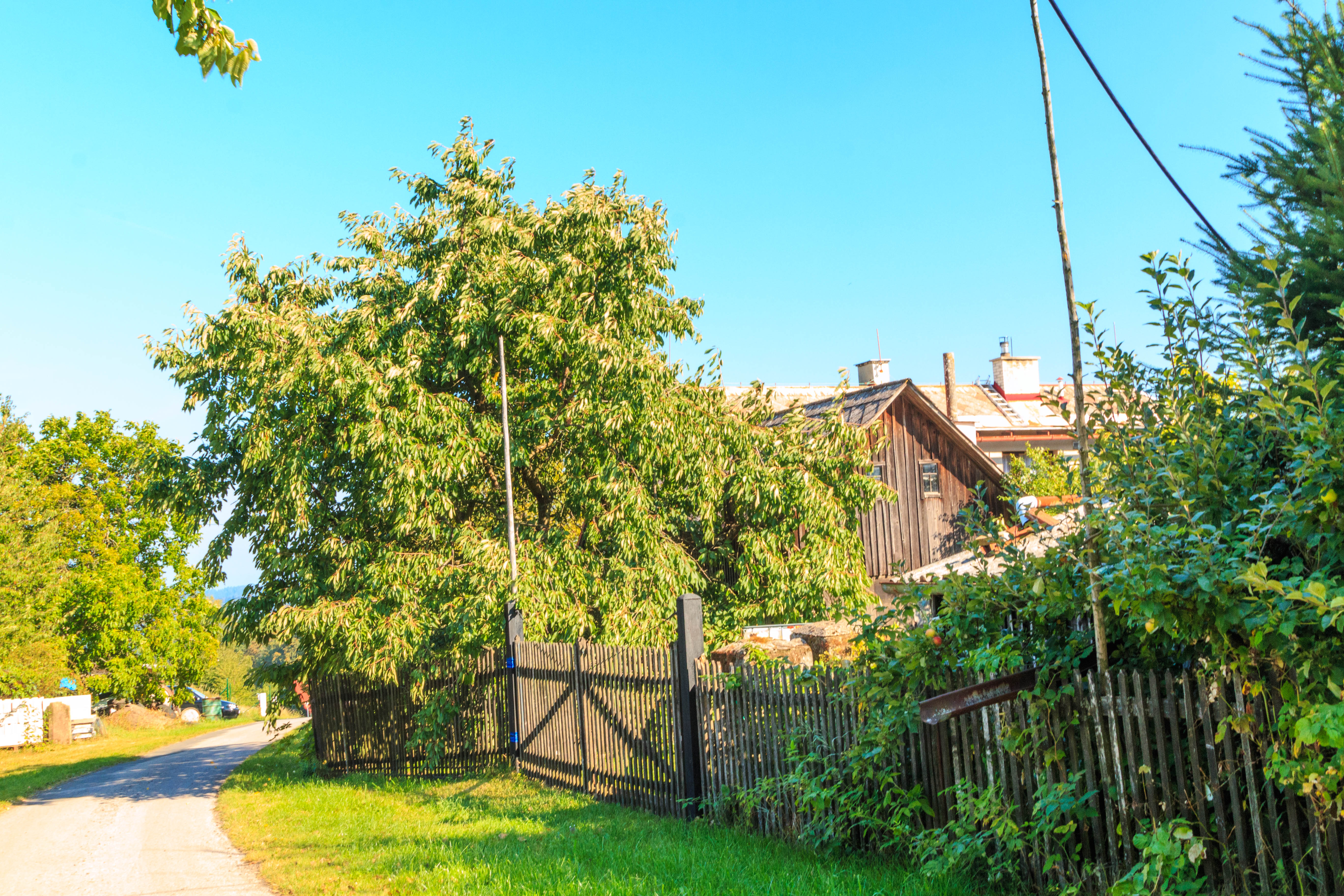
Dům čp. 3